# Международная федерация ассоциаций кинопродюсеров
Международная федерация ассоциаций кинопродюсеров (FIAPF) (фр. Fedération Internationale des Associations de Producteurs de Films; англ. International Federation of Film Producers Associations) — организация, созданная в 1933 году. По состоянию на 2008 год, в FIAPF входит 25 ассоциаций продюсеров из 23 стран мира.

## Цели и задачи
FIAPF помогает продюсерам координировать действия и вырабатывать правила в следующих ключевых областях:
- Законодательство по авторскому праву и другим вопросам интеллектуальной собственности
- Противостояние пиратству
- Применение цифровых технологий и их влияние на цепочку начисления стоимости в аудиовизуальной сфере
- Процесс стандартизации технологии
- Регулирование СМИ
- Механизмы финансирования фильмов из частного и общественного сектора
- Вопросы, связанные с торговлей

## Кинофестивали
FIAPF занимается аккредитацией международных кинофестивалей. По состоянию на 2019 год аккредитацию FIAPF имели 46 фестивалей.
В 2019 году под эгидой FIAPF проводились:

### Фестивали игровых фильмов
15 конкурсных фестивалей игровых фильмов
| #  | Название                        | Место проведения          | Время проведения        | Впервые проведён | Главный приз            | Сайт                     |
| -- | ------------------------------- | ------------------------- | ----------------------- | ---------------- | ----------------------- | ------------------------ |
| 1  | Берлинский кинофестиваль        | Берлин, Германия          | 15—25 февраля           | 1951             | Золотой медведь         | berlinale.de             |
| 2  | Московский кинофестиваль        | Москва, Россия            | 19—26 апреля            | 1935             | Золотой Георгий         | moscowfilmfestival.ru    |
| 3  | Каннский кинофестиваль          | Канны, Франция            | 8—19 мая                | 1946             | Золотая пальмовая ветвь | festival-cannes.com      |
| 4  | Шанхайский кинофестиваль        | Шанхай, Китай             | 16—25 июня              | 1993             | Золотой кубок           | siff.com                 |
| 5  | Кинофестиваль в Карловых Варах  | Карловы Вары, Чехия       | 29 июня — 7 июля        | 1946             | Хрустальный глобус      | kviff.com                |
| 6  | Кинофестиваль в Локарно         | Локарно, Швейцария        | 1—11 августа            | 1946             | Золотой леопард         | pardo.ch                 |
| 7  | Монреальский кинофестиваль      | Монреаль, Канада          | 23 августа — 3 сентября | 1977             | Гран-При Америк         | ffm-montreal.org         |
| 8  | Венецианский кинофестиваль      | Венеция, Италия           | 29 августа — 8 сентября | 1934             | Золотой лев             | labiennale.org           |
| 9  | Сан-Себастьянский кинофестиваль | Сан-Себастьян, Испания    | 21—29 сентября          | 1953             | Золотая раковина        | sansebastianfestival.com |
| 10 | Варшавский кинофестиваль        | Варшава, Польша           | 12—21 октября           | 1985             |                         | www.wff.pl               |
| 11 | Кинофестиваль в Токио           | Токио, Япония             | 25 октября — 3 ноября   | 1985             | Сакура Токио            | tiff-jp.net              |
| 12 | Кинофестиваль в Мар-дель-Плата  | Мар-дель-Плата, Аргентина | 8—18 ноября             | 1954             | Золотой Астор           | mardelplatafilmfest.com  |
| 13 | Кинофестиваль «Тёмные ночи»     | Таллин, Эстония           | 16 ноября — 2 декабря   | 1994             | Гран-при                | poff.ee                  |
| 14 | Каирский кинофестиваль          | Каир, Египет              | 20—29 ноября            | 1976             | Золотая пирамида        | ciff.org.eg              |
| 15 | Индийский кинофестиваль         | Гоа, Индия                | 20—28 ноября            | 1952             | Золотой павлин          | iffi.gov.in              |

### Фестивали специализированных игровых фильмов
23 конкурсных фестивалей специализированных игровых фильмов
| #  | Название                                                                                              | Специализация                                                    | Место проведения                        | Время проведения | Впервые проведён | Сайт                     |
| -- | --- | ---------------------------------------------------------------- | --------------------------------------- | ---------------- | ---------------- | ------------------------ |
| 1  | Кинофестиваль в Санто-Доминго                                                                         | дебюты                                                           | Санто-Доминго, Доминиканская Республика | февраль          |                  | 2018 2020                |
| 2  | Кинофестиваль в Картахене, Картахенский кинофестиваль                                                 | испанское и латиноамериканское кино                              | Картахена, Колумбия                     | март             |                  | ficcifestival.com        |
| 3  | Международный кинофестиваль в Софии, Софийский кинофестиваль                                          | дебюты и вторые фильмы                                           | София, Болгария                         | март             |                  | siff.bg                  |
| 4  | Стамбульский кинофестиваль                                                                            | фильмы об искусстве                                              | Стамбул, Турция                         | апрель           |                  | film.iksv.org            |
| 5  | Международный кинофестиваль в Трансильвании                                                           | дебюты и вторые фильмы                                           | Клуж-Напока, Румыния                    | июнь             |                  | tiff.ro                  |
| 6  | Молодость                                                                                             | фильмы молодых режиссёров                                        | Киев, Украина                           | июнь             | 1970             | molodist.com             |
| 7  | Сиднейский кинофестиваль                                                                              | новые направления в кино                                         | Сидней, Австралия                       | июнь             |                  | sff.org.au               |
| 8  | Евразия                                                                                               | фильмы Европы и Азии                                             | Алма-Ата, Казахстан                     | июль             | 1998             | официальный сайт         |
| 9  | Cinema Jove                                                                                           | фильмы молодых режиссёров                                        | Валенсия, Испания                       | июнь             |                  | cinemajove.com           |
| 10 | Кинофестиваль в Кицбюэле                                                                              | фильмы молодых режиссёров                                        | Кицбюэль, Австрия                       | август           |                  | официальный сайт         |
| 11 | Лиссабонский международный фестиваль фильмов ужасов MOTELx, Lisbon International Horror Film Festival | фильмы ужасов                                                    | Лиссабон, Португалия                    | сентябрь         |                  | официальный сайт         |
| 12 | Международный кинофестиваль в Пусане, Пусанский международный кинофестиваль                           | дебюты и вторые фильмы                                           | Пусан, Южная Корея                      | октябрь          |                  | biff.kr                  |
| 13 | Кинофестиваль в Сиджесе                                                                               | фантастические фильмы                                            | Сиджес, Испания                         | октябрь          |                  | sitgesfilmfestival.com   |
| 14 | Мумбайский кинофестиваль MAMI                                                                         | дебютные фильмы                                                  | Мумбаи, Индия                           | октябрь          |                  | официальный сайт         |
| 15 | Анталийский кинофестиваль                                                                             | фильмы европейских, центрально-азиатских и ближневосточных стран | Анталья, Турция                         | октябрь          |                  | altinportakal.org.tr     |
| 16 | Листопад                                                                                              | фильмы стран бывшего СССР и Центральной и Восточной Европы       | Минск, Белоруссия                       | ноябрь           | 1994             | listapad.com             |
| 17 | Стокгольмский кинофестиваль                                                                           | фильмы новых кинематографических направлений                     | Стокгольм, Швеция                       | ноябрь           |                  | stockholmfilmfestival.se |
| 18 | Cinedays                                                                                              | дебюты и вторые фильмы                                           | Скопье, Северная Македония              | ноябрь           |                  | официальный сайт         |
| 19 | Калькуттский международный кинофестиваль                                                              | фильмы режиссёров-женщин                                         | Калькутта, Индия                        | ноябрь           | 1995             | kff.in                   |
| 20 | Международный кинофестиваль в Хихоне, Хихонский кинофестиваль                                         | фильмы для юношества                                             | Хихон, Испания                          | ноябрь           |                  | en.fic.gijon.es          |
| 21 | Кинофестиваль в Турине, Туринский кинофестиваль                                                       | фильмы молодых режиссёров                                        | Турин, Италия                           | ноябрь           |                  | torinofilmfest.org       |
| 22 | Noir in Festival                                                                                      | полицейские и детективные фильмы                                 | Курмайёр, Италия                        | декабрь          |                  | noirfest.com             |
| 23 | Международный кинофестиваль в Керале                                                                  | фильмы из Азии, Африки и Латинской Америки                       | Тривандрам, Керала, Индия               | декабрь          |                  | keralafilm.com           |

### Внеконкурсные фестивали игровых фильмов
3 внеконкурсных фестиваля игровых фильмов
- Кинофестиваль в Торонто, Канада
- Римский кинофестиваль, Рим, Италия
- Viennale, Вена, Австрия

### Фестивали документальных и короткометражных фильмов
5 фестивалей документальных и короткометражных фильмов
- Кинофестиваль в Тампере
- Кинофестиваль в Оберхаузене
- Кинофестиваль в Кракове
- «Послание к человеку» в Санкт-Петербурге
- Кинофестиваль в Бильбао

## Требования к фестивалям
FIAPF аккредитовывает фестивали за высокое качество их организации. Требования FIAPF к фестивалям, размещённые на официальном сайте, включают:
- Хорошие круглогодичные организационные ресурсы
- По-настоящему международный выбор фильмов и конкурсных жюри
- Размещение международных корреспондентов
- Тщательные меры по предотвращению пиратства
- Поддержка со стороны местной киноиндустрии
- Страховка всех копий фильмов
- Высокие стандарты официальных публикаций и информационного обеспечения (каталог, программки, флайеры)